# Joseph Arame
Joseph Arame (ur. 29 sierpnia 1948 w Le Moule) – francuski lekkoatleta, sprinter, mistrz Europy z 1974.
Odpadł w półfinale biegu na 200 metrów na mistrzostwach Europy w 1971 w Helsinkach.
Zwyciężył w sztafecie 4 × 100 metrów (w składzie: Lucien Sainte-Rose, Arame, Bruno Cherrier i Dominique Chauvelot) oraz zajął 4. miejsce w biegu na 200 metrów na mistrzostwach Europy w 1974 w Rzymie. Zdobył złoty medal w sztafecie 4 × 100 metrów na igrzyskach śródziemnomorskich w 1975 w Algierze (skład sztafety francuskiej: Chauvelot, Gilles Échevin, Arame i Sainte-Rose).
Zajął 7. miejsce w finale sztafety 4 × 100 metrów oraz odpadł w półfinale biegu na 200 metrów na igrzyskach olimpijskich w 1976 w Montrealu. Na mistrzostwach Europy w 1978 w Pradze odpadł w półfinałach biegu na 100 metrów i biegu na 200 metrów, a na igrzyskach olimpijskich w 1980 w Moskwie w półfinale biegu na 200 metrów.
Arame był mistrzem Francji w biegu na 200 metrów w latach 1974–1977 i 1980 oraz wicemistrzem na tym dystansie w 1978, a także wicemistrzem w biegu na 100 metrów w 1974 i brązowym medalistą w 1978. W hali był mistrzem w biegu na 200 metrów w 1982 i brązowym medalistą w biegu na 60 metrów w 1980.
Rekordy życiowe Arame’a:
- bieg na 100 metrów – 10,48 (6 maja 1977, Fort-de-France)
- bieg na 200 metrów – 20,68 (27 czerwca 1976, Villeneuve-d’Ascq)